# Что я видел
Что я видел — детская повесть-энциклопедия советского писателя Бориса Житкова. Впервые опубликована в 1939 году (крохотный фрагмент из повести был ранее напечатан в 1938 году в журнале «Детская литература»). В книге простым языком, от имени маленького героя объясняются многие сложные вещи. «Беллетризованная энциклопедия для читателя, ещё не умеющего читать» (БСЭ, 1949).

Эта книга о вещах. Писал я её, имея в виду возраст от трёх до шести лет. Читать её ребенку надо по одной — две главы на раз. Пусть ребенок листает книгу, пусть рассматривает, изучает рисунки. Книжки этой должно хватить на год. Пусть читатель живёт в ней и вырастает. Ещё раз предупреждаю: не читайте помногу! Лучше снова прочесть сначала.— из предисловия «К взрослым» к книге от автора Бориса Житкова

## Содержание
4-летний Алёша отправлен автором в путешествие, на его пути возникает множество неожиданных — и драматических, и комических ситуаций — он сталкивается со многими, очень разными людьми, непосредственно, эмоционально реагируя на новое, что открылось ему. — Русская литература XX века. Прозаики, поэты, драматурги: биобибл. словарь: в 3 т. / под ред. Н. Н.Скатова. - 2005
Четырёхлетний мальчик Алёша по прозвищу Почемучка отправляется в путешествие поочерёдно с мамой, бабушкой и папой. Алёшины родители проживают в Гатчине под Ленинградом. Папа получает от бабушки письмо в котором она предлагает привезти Алёшу пожить к ней, пока родители будут переезжать и обустраиваться на новом месте (они переезжают жить в Харьков). Алёша с мамой едет на поезде в Москву. В поезде Почемучка знакомится с другими пассажирами, видит разные вагоны, устройство железной дороги, семафоры, видит как работает стоп-кран и многое другое. Рассказывает обо всём этом один из попутчиков, назвавшийся инженером и получивший выговор от начальника поезда за срыв стоп-крана.
В Москве мама и Алёша поселяются в гостинице «Москва», ездят на метро, наблюдают за работой пожарных, посещают Красную площадь. Алёша интересуется уличным движением, ему интересна работа светофора, трамваи, троллейбусы, поливальные машины. Затем он с мамой попадает в зоосад, который они посещают потом еще несколько раз. В зоосаде Алёша знакомится с разными животными. Ему помогает пионер Петя. Потом мама получает телеграмму от папы и начинает собираться. На автобусе герои едут в деревню, где летом на даче живет их бабушка. Поездка задерживается из-за учений Красной армии. Алеша наблюдает как по полигону перемещаются танки, пушки, самолеты, проходят строем солдаты. Чтобы скоротать время, герои вместе с новым знакомым — бывшим военным, а теперь охотником, отправляются в лес и собирают грибы и ягоды, случайно сталкиваются с гадюкой.
Пожив несколько дней в деревне, Алёша вместе с Бабушкой отправляется в Киев на пароходе, а мама отправляется сразу к папе. С устройстом парохода Алешу знакомит матрос Гриша. Приехав в Киев, Алёша знакомится с бабушкиной соседкой девочкой Клавой, а вместе с ней — с устройством городской квартиры, узнаёт чем полезен газ и чем опасно электричество. Вместе с Бабушкой посещает Дворец Пионеров, где бабушка работает и ведёт кружок шитья и рукоделия, ездит с бабушкой смотреть как ловят рыбу неводом, знакомится с украинским языком.
Спустя некоторое время к бабушке приезжает Матвей Иванович — председатель колхоза, показывает разные фрукты, которые растут в хозяйстве и приглашает Бабушку и Алёшу в колхоз. Через несколько дней за ними приезжает дядя Опанас на тележке, запряжённой лошадьми. По дороге Алёша видит много интересного: как растёт шелковица и хлеб, как молотят зерно с помощью локомобиля, как достают воду из колодца. Бабушке в этой поездке приходится реанимировать утонувшего мальчика.
В колхозе Алёша посещает баштан, фруктовый сад, скотный двор, несколько дней ходит в местный детский сад, куда его водит местная девочка Маруся. Бабушка в это время репетирует с детьми постановку по событиям Гражданской войны, помогает тяжело больной женщине. Алеша объедается сливами и болеет. Из-за занятости бабушки с ним сидит Маруся, однажды она приносит Алеше маленькую козочку чтобы поиграть. Алеше хочется увидеть поставленный бабушкой спектакль, но бабушка запрещает ему из-за болезни. Вместе с Марусей они идут на спектакль тайком. Узнав это, бабушка прощает Алешу. После возвращения из колхоза в Киев за Алёшей приезжает папа. Вместе они едут на аэродром, откуда на самолете они летят в Харьков. В Харькове Алеша встречается с мамой.

## Критика
Знаменитая энциклопедия для малышей «Что я видел» (1938). К этой своей последней книге Житков отнёсся с огромным вниманием, справедливо понимая, что в жизни каждого человека есть очень короткий период, когда он вправе получить ответ на любой вопрос.
К такому серьёзному разговору с «почемучками» 4-6 лет и приступает Житков, ориентируясь на педагогические взгляды, в частности, Л. Толстого и К. Ушинского.
Книга не устаревает прежде всего благодаря своей энциклопедичности, всё новые и новые поколения читателей с волнением готовы сопереживать герою, а автор каждому из этих поколений становится другом, собеседником, радостно и удивлённо открывающим вместе с читателем и для самого себя огромный мир.
— Русская литература XX века. Прозаики, поэты, драматурги: биобибл. словарь: в 3 т. / под ред. Н. Н.Скатова. - 2005

Было бы замечательно, если бы взрослые умели всегда давать ответы на ребячьи вопросы с такой точностью, с таким пониманием объёма и характера знаний, необходимых ребёнку пяти лет, как это делает за них Борис Житков в своей последней книге «Что я видел».
Мальчик рассказывает о своем путешествии, о том, что он видел и что рассказали ему о виденном спутники. Это энциклопедия для самых маленьких (книга рассчитана на ребят от трёх до шести лет), энциклопедия, охватывающая несколько сот понятий и предметов, изложенная в форме большой сюжетной повести и богато иллюстрированная.
— Александр Ивич — Воспитание поколений: О советской литературе для детей. — М.: Детская литература, 1969. — 464 с. — с. 190